# ستریبرنا
ستریبرنا (به چکی: Stříbrná) یک منطقهٔ مسکونی در جمهوری چک است که در ناحیه سوکولوو واقع شده‌است. ستریبرنا ۳۳٫۵۵ کیلومتر مربع مساحت و ۴۲۱ نفر جمعیت دارد و ۵۹۲ متر بالاتر از سطح دریا واقع شده‌است.